# Adolf Walter Freund
Adolf Walter Freund (geboren 11. Januar 1899 in Dresden; gestorben Dezember 1983 in Buenos Aires) war ein österreich-argentinischer Journalist.

## Leben
Adolf Walter Freund war ein Sohn des Gustav Freund. Seine Familie übersiedelte 1911 von Dresden nach Wien, wo er das Hernalser Gymnasium Geblergasse besuchte. Nach der Matura 1917 wurde er eingezogen und an der Alpenfront eingesetzt. Nach Kriegsende studierte er Germanistik und Philosophie an der Universität Wien, schloss das Studium aber nicht ab. Von 1922 bis 1925 hielt er sich in Italien auf. Freund schrieb für deutsche und österreichische Zeitungen, unter anderem für das Neue Wiener Journal, Der Tag, NZZ und Der Querschnitt. Er übersetzte Novellen und Romane aus dem Italienischen und aus dem Englischen, die in Zeitungen erschienen. 1933 heiratete er die Modistin Feige Joles, die mit ihrer Arbeit für den Familienunterhalt sorgte. In dem Jahr erschien Freunds Roman Schwarz und Rot unter dem Pseudonym Joe Conway, wobei Freund sich als Übersetzer aus dem Englischen ausgab.
Freund wurde 1927 Mitglied der Kommunistischen Partei Österreichs (KPÖ) und engagierte sich in der Zeit des Austrofaschismus ab 1934 in der illegalen Roten Hilfe. Nach dem Anschluss Österreichs im März 1938 wurde er verhaftet. Er wurde im August 1938 aus der Haft entlassen und aus dem Deutschen Reich ausgewiesen, und es wurde ihm die Staatsbürgerschaft aberkannt. Er geriet nach Frankreich und emigrierte im März 1939 nach Argentinien.
Freund arbeitete in Buenos Aires als Lehrer, als Übersetzer und als kaufmännischer Angestellter. Unter dem Pseudonym Werner Braun war er Chefredakteur der Zeitung Volksblatt und 1944/45 der Zeitschrift Austria Libre. Er schrieb auch für die kommunistische Emigrantenzeitung Freies Deutschland, die in Mexiko herausgegeben wurde. In der Nachkriegszeit gab er in Buenos Aires die von der DDR subventionierte Zeitschrift Dort und hier heraus. Freund wurde Mitglied des Österreichischen Schriftstellerverbands.

## Schriften (Auswahl)

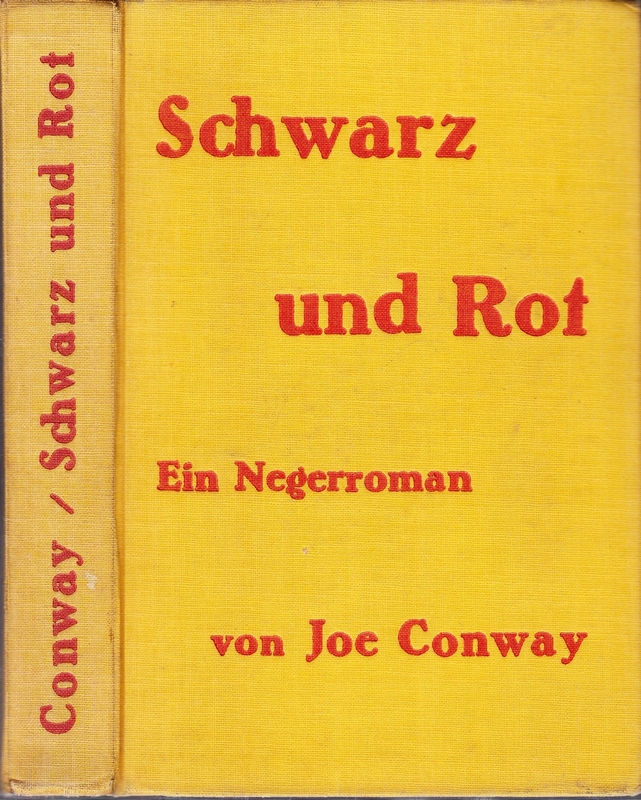
Unter Pseudonym (1933)

- Joe Conway [Pseudonym]: Schwarz und rot. Ein Negerroman. Übersetzung W. Freund. Wien: Prager, 1933
- Was wird aus Österreich?. Vorwort Gustav Glück. Buenos Aires: Verlag des Österreichischen Komitees, 1945

Übersetzungen
- Thomas Hardy: Der angekündigte Gast. Übersetzung A. W. Freund. Mit Zeichnungen von Alfred Kubin. Leipzig: Insel, 1928
- William Caine: Trixie. Der Roman eines Romans. Übersetzung A. W. Freund. München: Müller, 1928
- William Caine: Die Narrheit des Noel Carton. Übersetzung A. W. Freund. Wien: Glöckner, 1929
- William Caine: Lady Shebas letzter Trick. Übersetzung A. W. Freund. Illustrationen Michael Biro. Wien: Glöckner, 1929
- John Daye: Wer mordete Lord Rollestone? Übersetzung A. W. Freund. Wien: Glöckner, 1930
- Adone Nosari: Vier Freunde – eine Frau. Übersetzung aus dem Italienischen A. W. Freund; W. L. Beck. Berlin: Glöckner, 1931